# 羅基察尼縣

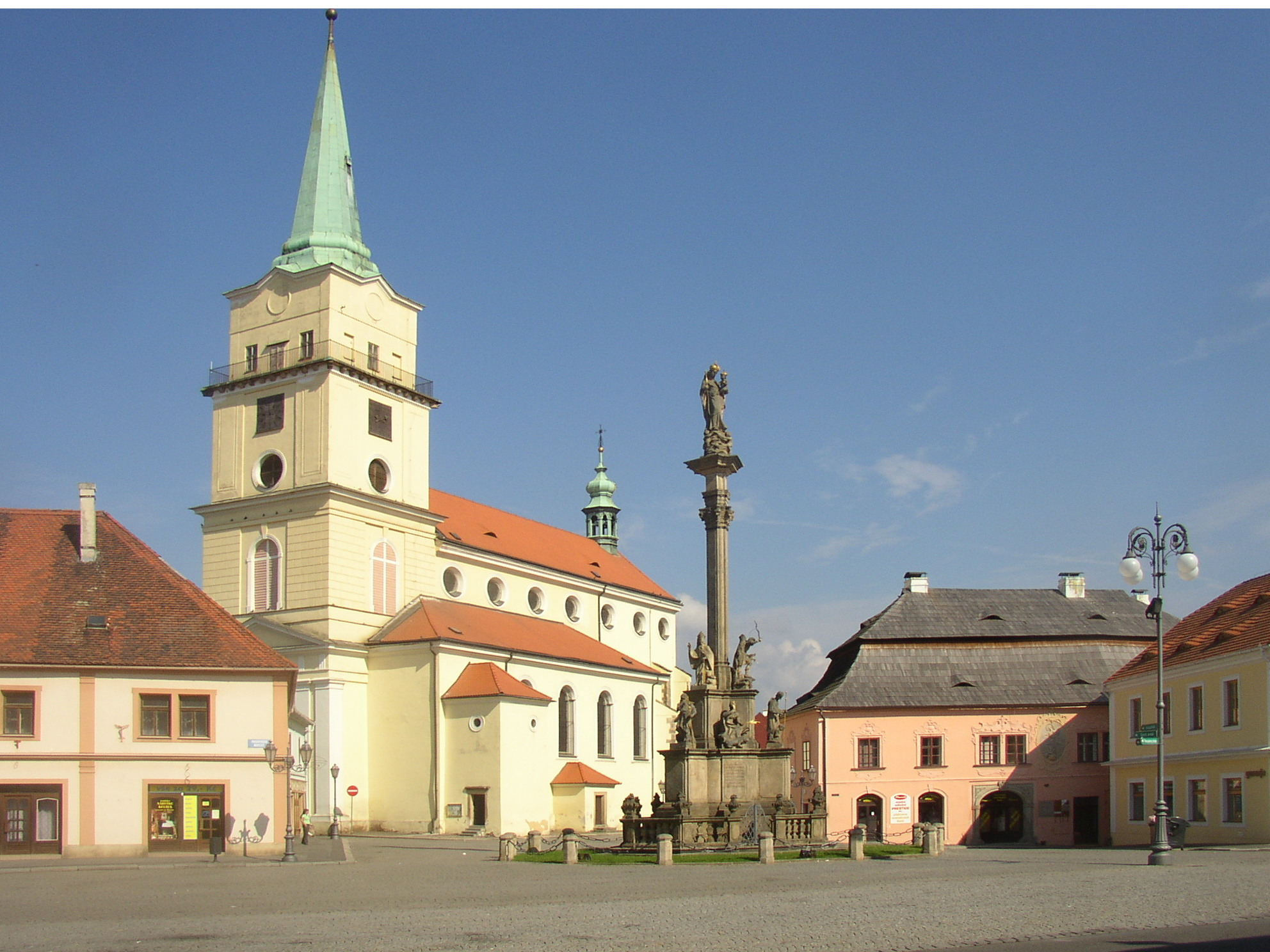

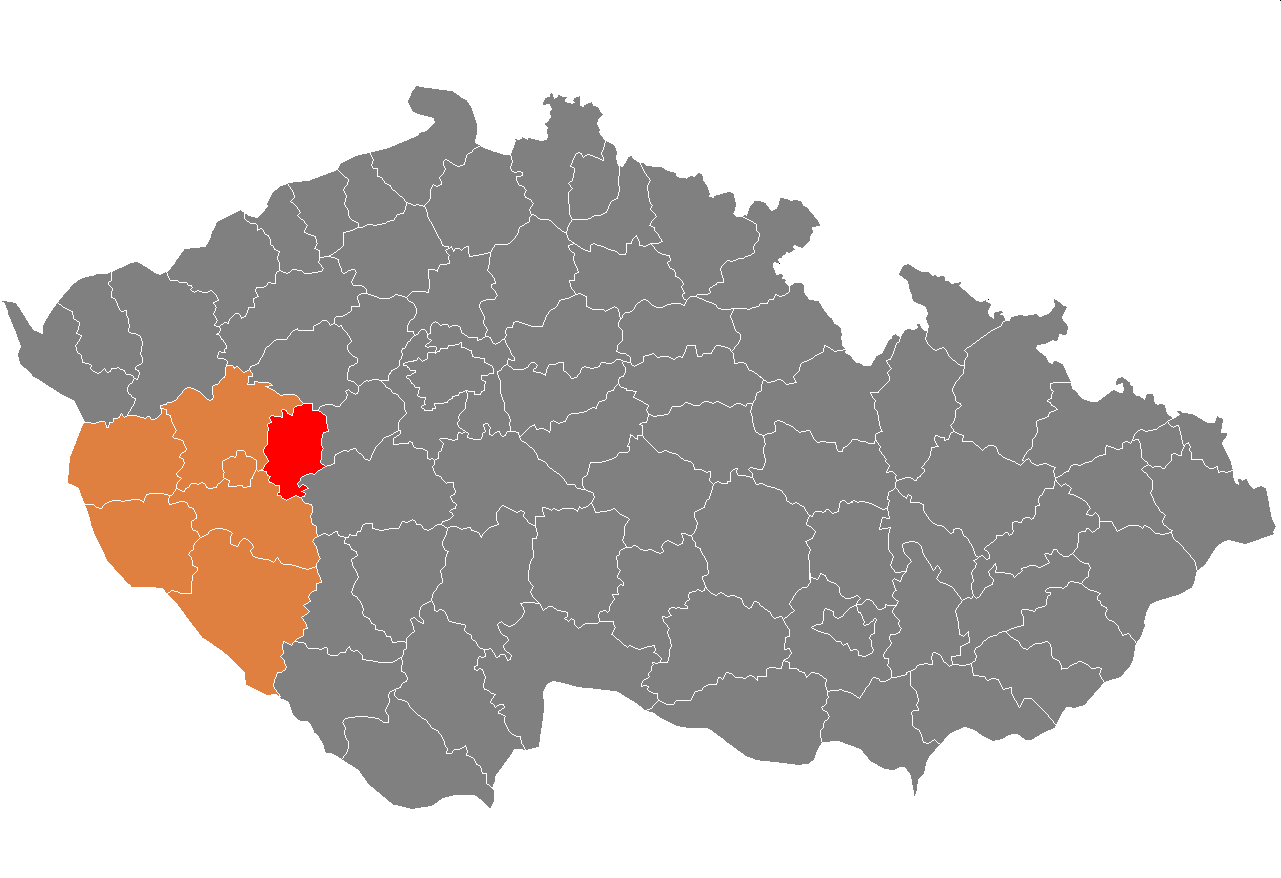

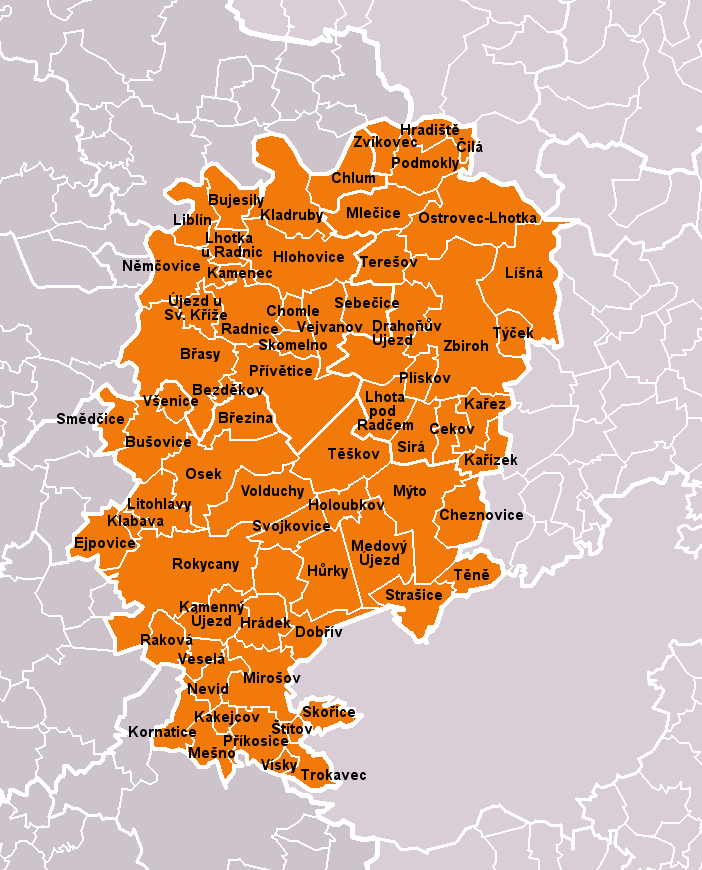

49°44′32″N 13°35′41″E / 49.74222°N 13.59472°E
羅基察尼縣（捷克語：Okres Rokycany），是捷克的縣份，位於該國西部，由比爾森州負責管轄，首府設於羅基察尼，面積575平方公里，2007年人口46,560，人口密度每平方公里81人。